# Stelis norae
Stelis norae är en orkidéart som beskrevs av Ernesto Foldats. Stelis norae ingår i släktet Stelis och familjen orkidéer. Inga underarter finns listade i Catalogue of Life.